# Máriakálnok
Máriakálnok (em alemão: Gahling) é um município da Hungria, situado no condado de Győr-Moson-Sopron. Tem 15,48 km² de área e sua população em 2015 foi estimada em 1.791 habitantes.